# Subaru BRZ
Subaru BRZ (Boxer engine Rear wheel drive Zenith) är en bilmodell lanserad av biltillverkarna Subaru och Toyota. Bilen är en sportkupé med bakhjulsdrift. Lanseringen var resultat av ett samarbete med Toyota, där ytterligare två "systerbilar" ingick i konceptet, Toyota GT86 och Scion FR-S. Den sistnämnda var endast tillgänglig på den nordamerikanska marknaden och lades ned 2016.

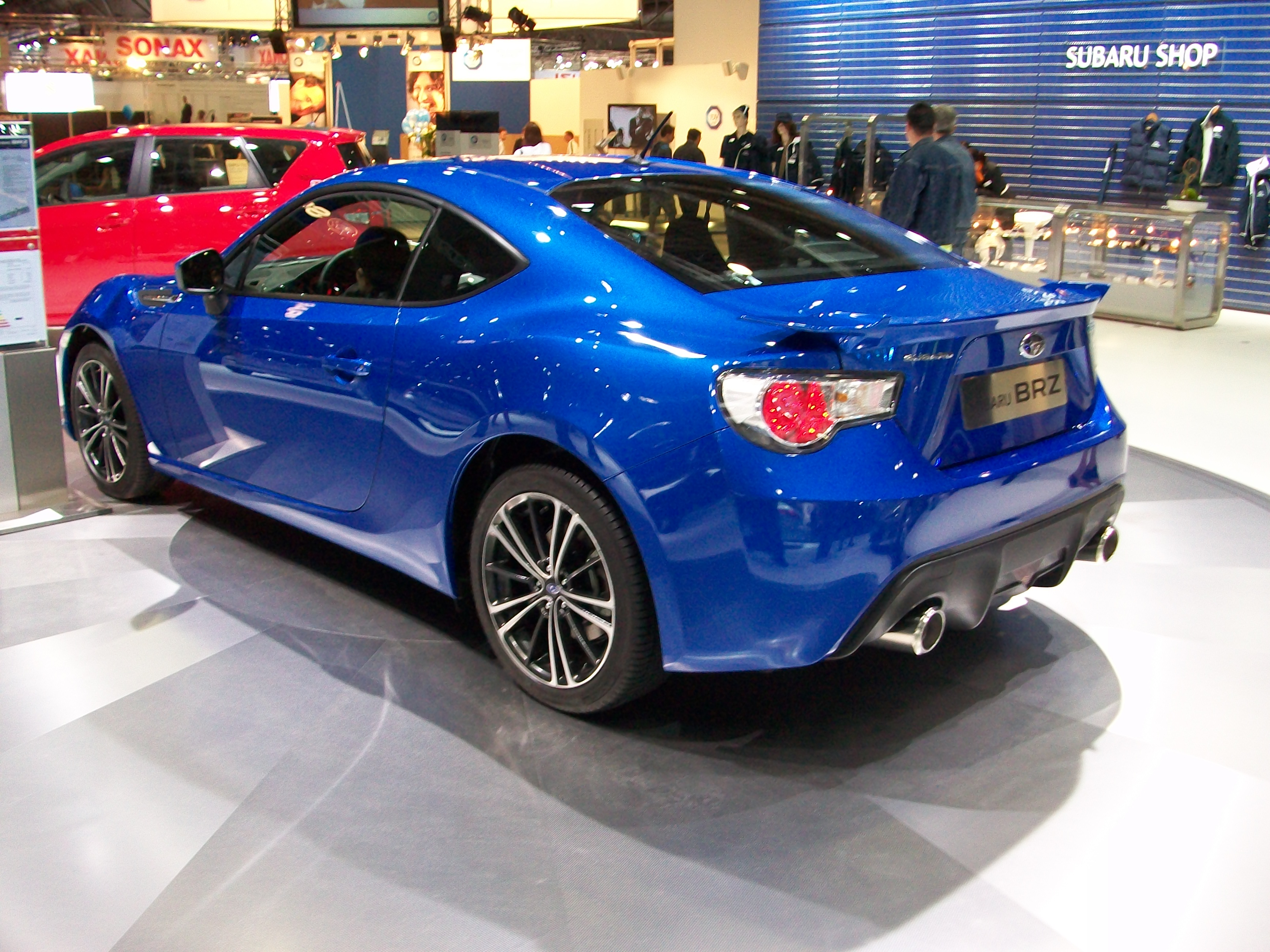
Subaru BRZ bakifrån

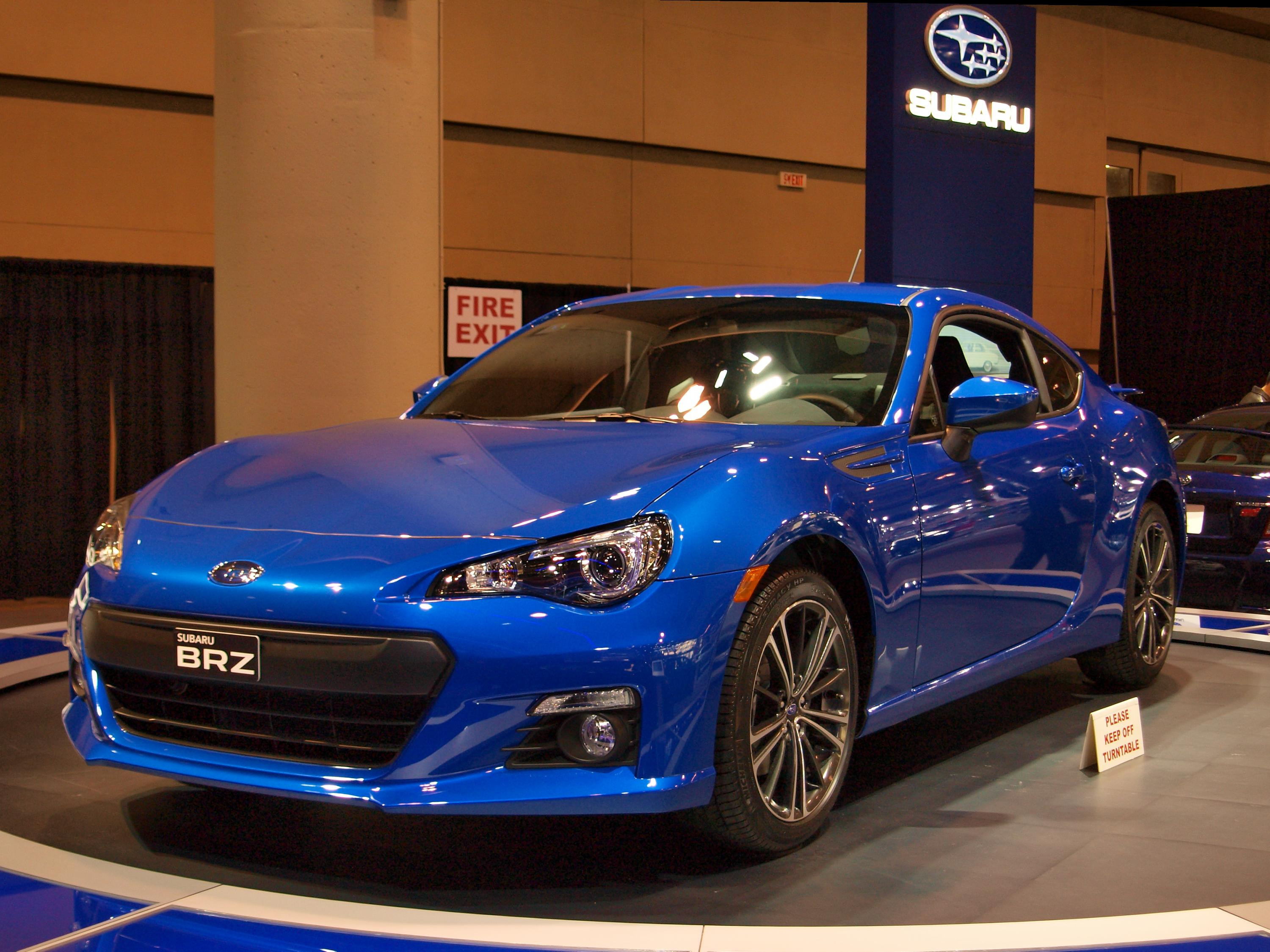
Subaru BRZ framifrån

## Tekniska specifikationer
- Motor: 1.998 cc, DOHC, 16V, direktinsprutad, 4-cylindrig Boxermotor (200HK)
- 6-växlad manuell eller 6-stegad automatisk växellåda
- Effekt: 200 hk/7.000 rpm
- Vridmoment: 205 Nm/6.400-6.600 rpm
- 0-100 km/h: från 7,6 sek med manuell växellåda och 8,2 sek med automatisk
- Toppfart: 226 km/h med manuell växellåda och 210 km/h med automatisk